# Rosa Vercellana
Rosa Vercellana (Format:Date biografuce), cunoscută ca ‘Rosina’ și ca La Bela Rosin, a fost amanta și mai târziu a doua soție a regelui Victor Emanuel al II-lea al Italiei. A fost numită contesă de Mirafiori și de Fontanafredda însă nu a fost niciodată regină a Italiei.

## Biografie
S-a născut la Nice, atunci parte din regatul Sardiniei și a fost copilul cel mic al lui Giovanni Battista Vercellana și a soției lui, Teresa Griglio. Patru zile mai târziu a fost botezată Maria Rosa Teresa Aloisia. 
Tatăl ei a fost stegar în garda imperială a lui Napoleon. După căderea lui Napoleon a fost numit ofițer în garda regelui iar în 1847 a fost numit comandantul regimentului regal de vânătoare de la castelul Racconigi. Locuia acolo cu familia când fiica lui Rosa în vârsta de 14 ani l-a întâlnit pe prințul Moștenitor Victor Emanuel.
I-a devenit metresă și a avut doi copii cu el:
- Vittoria Guerrieri (2 decembrie 1848-1905), s-a căsătorit prima dată (1868) cu marchizul Giacomo Spinola (1828–1872), au avut copii; a doua oară (1873) cu marchizul Luigi Spinola (1825–1899), au avut copii; a treia oară cu Paolo de Simone, fără copii.[5], [6]
- Emanuele Alberto Guerrieri (16 martie 1851-23 decembrie 1894), conte de Mirafiori și Fontanafredda, s-a căsătorit (1873) cu Bianca de Larderel (1856–1942), au avut copii.[6]

Relația lor a provocat un mare scandal în 1849 când Victor Emanuel a fost încoronat rege al Sardiniei. Când soția lui a murit în 1855, regele a numit-o pe Rosa contesă de Mirafiori și Fontanafredda prin decretul regal din 1858. De asemenea, regele a recunoscut cei doi copii ai lor și le-a acordat numele de Guerrieri., 
În 1864 capitala Italiei s-a mutat de la Torino la Florența și Vercellana s-a stabilit în vila La Pietraia. Cinci ani mai târziu regele s-a îmbolnăvit grav la San Rossore, domeniul regal din apropiere de Pisa. Temându-se că moare, la 18 octombrie 1869 s-a căsătorit în grabă cu metresa sa printr-o ceremonie religioasă. O ceremonie civilă a avut loc la Roma opt ani mai târziu, în 1877. Fiind o căsătorie morganatică, ea nu a deținut titlul de regină iar copiii lor nu au avut dreptul la succesiune.
Victor Emanuel a murit la două luni după ceremonia civilă. Rosa Vercellana i-a supraviețuit opt ani; a murit la 26 decembrie 1885.